# Genie Award
I Genie Award sono stati dei premi che venivano distribuiti come riconoscimento per il cinema canadese dall'Accademia Canadese del Cinema e della Televisione. Si sono tenuti dal 1980 al 2012.

## Descrizione
I premi furono originalmente chiamati Canadian Film Award (conosciuti anche come Etrog Awards in onore dello scultore Sorel Etrog che progettò le statuette), che si svolsero dal 1949 al 1979. Nel 1980 furono rinominati in Genie Award. Sono l'equivalente canadese degli Oscar statunitensi.
I candidati ai Genie Award vengono selezionati sulla base delle segnalazioni dei proprietari di film canadesi o dai loro rappresentanti, seguendo i criteri riportati nel catalogo del regolamento relativo ai Genie. Il suddetto catalogo viene distribuito ai membri dell'Accademia ed agli addetti al settore. Peer-group juries, assemblato dai soci volontari dell'Accademia, meet to screen the submissions e selezionare il gruppo dei candidati. I membri dell'Accademia successivamente votano sulla base di queste candidature.

## Special Achievement Genie
Lo Special Achievement Genie è un premio che viene irregolarmente consegnato a un individuo o a più individui, in riconoscimento alla carriera o a un'importante tappa della medesima.